# Neozoraida ugandensis
Neozoraida ugandensis är en insektsart som först beskrevs av William Lucas Distant 1914.  Neozoraida ugandensis ingår i släktet Neozoraida och familjen Derbidae. Inga underarter finns listade i Catalogue of Life.